# Una relazione
Una relazione è un romanzo scritto dall’autore italiano Carlo Cassola tra il 1962 e il 1963 e pubblicato solamente nel 1969 da Einaudi dopo Ferrovia locale (1968). Nel 1970 venne insignito del premio Napoli.
Dal romanzo è stato liberamente tratto il film L'amore ritrovato di Carlo Mazzacurati con Stefano Accorsi e Maya Sansa.

## Trama
Il romanzo narra la storia tra Mario Mansani, un giovane impiegato sposato e con un figlio e Giovanna Lorenzi, figlia di un pescatore ed estetista, che ha già avuto qualche avventura amorosa. Mario, che già in passato aveva avuto con lei una breve storia, riavvia, dopo cinque anni, la relazione, pensando ad una breve avventura extraconiugale. Giovanna, malgrado le avvilenti esperienze amorose trascorse, accetta questo secondo incontro.
Per Giovanna però rimettersi con lui significa molto di più che la ripresa di un'avventura, significa infatti tornare a vivere sul ricordo di un passato che vorrebbe aver voluto diverso. Quando Mario viene richiamato ad un corso ufficiali, in vista della guerra di Abissinia, e deve trascorrere quaranta giorni a Livorno dove Giovanna lavora in un albergo diurno. I due diventano amanti e il loro legame si va facendo sempre più stretto e difficile da recidere.
Sarà poi la stessa realtà che, con la fine del breve periodo di richiamo di Mario, determinerà la fine della relazione.
Dieci anni dopo nell'estate del 1945, Mario, scampato dall'Albania, dal Montenegro e dalle retate dei tedeschi, incontra per caso Giovanna, ormai madre e vedova. Mario stenta a riconoscerla e a comprendere il duro destino di cui porta i segni, ferito nell'amor proprio dall'apprendere che è stata nel frattempo moglie e madre felice. Inoltre la sua amata non prova nient'altro che indifferenza nei suoi confronti.

## Personaggi
Mario Mansani, marito e padre, è costretto a spostarsi in treno tra Follonica e Livorno. Lavora come bancario, ma verrà richiamato ad un corso ufficiali, grazie al quale potrà combattere in diversi fronti. Durante uno dei suoi viaggi in treno incontra Giovanna Lorenzi, una vecchia amante che non rivedeva da ormai cinque anni, con la quale instaura nuovamente una relazione.
Giovanna Lorenzi, figlia di un pescatore, lavora in un albergo diurno di Livorno e fa l'estetista. Da giovane era considerata una ragazza "chiacchierata" dati i molti amanti che ha avuto. Quando incontra Mario però, Giovanna è cambiata: cerca di arrangiarsi con il suo umile stipendio e ammette di aver chiuso con la vita di un tempo. Tuttavia non riuscirà a non essere trascinata dai sentimenti nei confronti di Mario, con cui avrà una storia di sei mesi piena di incertezze e passioni.
Dopo aver detto definitivamente addio a Mario, si sposa con un parrucchiere più giovane di lei, con cui avrà una figlia e vivrà felicemente fino alla morte di lui.

## Lettura dell'opera
Una relazione: un senso che si articola, si definisce nel tema complesso, imprevisto, fuori programma, e dunque sostanzialmente esistenziale, della “relazione”, nel racconto cioè proposto ancora una volta da questo titolo cassoliano (in apparenza naturalistico e al fondo invece antinaturalistico) di un rapporto uomo-donna, di un certo modo di vivere e soffrire la coesistenza dei sessi, come dato elementare, essenziale e diverso della vita.
Nel delineare il personaggio di Giovanna, Cassola non si serve tanto dei lineamenti fisici, se non qualche accenno ai capelli sciupati, alla stanchezza del viso (prova di una vita già sciupata a ventiquattro anni), ma del linguaggio silenzioso delle cose e del paesaggio che fanno da sfondo alla donna: la rada pineta dei primi incontri, le piccole e deserte stazioni ferroviarie di Cecina, Solvay, Marina, gli scompartimenti tristi e squallidi dei treni locali, la stanza e gli scarsi arredi della pensione dove vive la sua sincera e illusa relazione.
E anche questa volta, come in tutti gli scritti di Cassola, il personaggio più delicato e umano è un personaggio femminile. Giovanna, pur segnata dalla società con la fama di ragazza poco seria, è in realtà affettuosa e schietta, e il suo legame sentimentale è sincero.
Al confronto di Giovanna, Mario, pur non essendo cattivo, è incapace di sollevarsi dalla mediocrità e solo rare volte riesce a vedere quanto di buono ci può essere nella sua relazione con Giovanna al di là del suo personale tornaconto. Come scrive Giuliano Manacorda, "Egli conosce proprio per questo qualche momento di vera felicità e la fine della storia lo trova con il sentimento di colpa (quel po' che era riuscito a provare) in via di rapida liquidazione. Giovanna, al contrario, paga più cara non la relazione, ma la vita stessa, per la generosa semplicità con cui l'ha sempre vissuta e la serietà con cui ha imparato ad affrontarla".
"Il senso ultimo del romanzo si rivela alla fine, quando il velo dell’indifferenza è sceso tra Mansani e Giovanna a ripeterci dalle pagine di Cassola che nella via tutto è memorabile e tutto è indifferente; memorabile per chi lo vive e fino a quando lo interessa, indifferente per chi pure ci passa accanto e anche per noi stessi, non appena altre cose memorabili hanno cancellato le precedenti. [...] L’indifferenza, vera o recitata, l’indifferenza, non sai bene se come oggetto constatato della crudeltà della vita o ricetta per superarla, è il tratto dominante di tutto il personaggio di Mansani e forse di tutto il romanzo Una relazione e forse dell’intera concezione del vivere nell’opera di Cassola. Ma un’indifferenza, che per essere la triste compagna di ogni nostro vano affannarci, finisce per rientrare tra le cose che contano, per costituire la trama psicologica attraverso la quale dobbiamo navigare per giungere in qualche modo in porto con il minimo danno possibile." Renato Bertacchini

## Opere derivate
Dal racconto è stato tratto il film L'amore ritrovato diretto da Carlo Mazzacurati, sceneggiato dallo stesso regista insieme con Claudio Piersanti e Doriana Leondeff. Il film è uscito nel 2004.

### Edizioni
- Una relazione, Collana Supercoralli, Torino, Einaudi, 1969.
- Una relazione, Collana Nuovi Coralli n.36, Torino, Einaudi, 1973.

- Una relazione, Collana Einaudi tascabili, Classici moderni, 2004.
- Una relazione, a cura di Alba Andreini, Introduzione di Laura Pariani, Collana Oscar moderni, Milano, Mondadori, 2017, ISBN 978-88-04-67577-8.

### Fonti critiche
- Renato Bertacchini, introduzione e guida allo studio dell’opera cassoliana Storia e Antologia della critica, Le Monnier, 1983
- Carlo Cassola, Una relazione, Mondadori, 2017
- Giuliano Manacorda, invito alla lettura di Cassola, Mursia, 1981